# Davis Nunataks
I Davis Nunataks sono un piccolo raggruppamento di nunatak, cioè dei picchi rocciosi isolati, che si trovano 3 miglia nautiche (6 km) a nordovest del Monte Ward. Rappresentano delle sporgenze meridionali rispetto al corpo centrale del Dominion Range, catena montuosa che fa parte dei Monti della Regina Maud, in Antartide.
La denominazione è stata assegnata dal Comitato consultivo dei nomi antartici (US-ACAN) in onore di Ronald N. Davis, geomagnetista e sismologo dell'United States Antarctic Research Program (USARP) presso la Base Amundsen-Scott nell'inverno del 1963.